# Эчеверриа, Моника
Моника Эчеверриа Яньес (Эчеверрия, исп. Monica Echeverría Yáñez; 2 сентября 1920, Сантьяго — 3 января 2020, там же) — чилийская журналистка, писательница, актриса и преподавательница литературы. Она определила себя как феминистку ещё «до того, как люди стали так называть» и считала себя «бунтаркой» и «анархисткой» перед лицом неолиберального экономического курса чилийского правительства.

## Биография
Эчеваррия родилась в аристократической семье Хосе Рафаэля Эчеверриа Ларраин и писательницы Марии Флоры Яньес. До восьми лет она жила во Франции со своим дедом — политиком Элиодоро Яньесом Понсе де Леоном, которому пришлось бежать из страны из-за диктатуры генерала Карлоса Ибаньеса дель Кампо. Когда она вернулась в Чили, успела забыть испанский язык.
Она училась в Monjas Esclavas del Sagrado Corazón de Jesús, которую позже назовёт «ретроградной школой». Затем она поступила в педагогический институт Чилийского университета и впоследствии много лет работала профессором испанского языка. 
Двадцать два года своей жизни она посвятила преподаванию литературы. Эта деятельность не помешала ей развивать свое призвание в театре, где она участвовала в различных постановках как актриса, режиссёр и автор.
После военного переворота против социалистического президента Сальвадора Альенде в 1973 году Моника Эчеверриа и её муж покинули Чили, отправившись в Англию, где она преподавала литературу и грамматику в Технической школе. Они приняли приглашение Кембриджского университета присоединиться к их преподавательскому составу. Их дети Кристиан и Кармен продолжали тайно бороться против диктатуры Аугусто Пиночета. На родину Моника вернулась в 1978 году. После возвращения она возглавила Centrocultural Estación Mapocho.

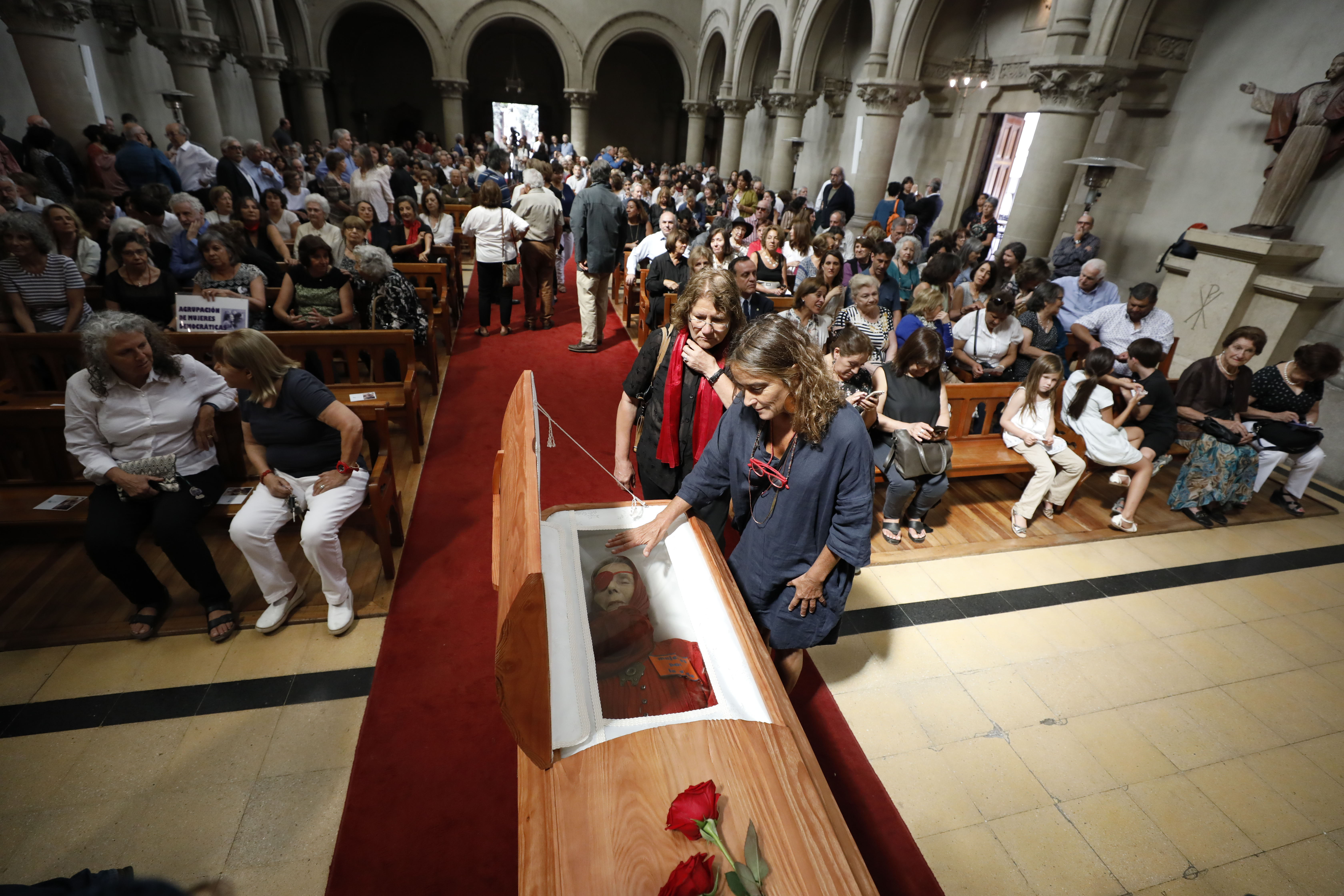
Похороны Моники Эчеверриа

Эчеверриа умерла в 99-летнем возрасте 3 января 2020 года в Ла-Рейне, Сантьяго. Её последним желанием было быть похороненной с красной повязкой на глаза — в знак солидарности с протестующими, потерявшим зрение из-за прицельной стрельбы карабинеров по глазам при подавлении чилийских протестов 2019—2020 годов — и надписью mujeres por la vida, отсылающей к чилийскому феминистскому движению начала 1980-х годов, в котором она боролась против режима Пиночета.

## Личная жизнь
В 1944 году она вышла замуж за архитектора и политика Фернандо Кастильо Веласко. У них было пятеро детей: Кармен, Кристиан, Фернандо Хосе (один из лидеров так называемой общины или секты Пирке), Хавьер (погибший в автокатастрофе в начале 1970-х годов) и Консуэло.

## Литературная деятельность
Во время учёбы в университете она увлеклась театром — работала режиссёром детских спектаклей, писала пьесы, а в 1955 году стала соучредителем театра ICTUS Она выделилась как руководитель детского театра, и её наиболее успешными работами стали Quiquirico, El circulo encantado, Chumingo y el pirata de lata, Guatapique, Zambacanuta.
Свою первую прозаическую книгу «Antihistoria de un bluchador» она опубликовала в 1993 году. На работу над этой 500-страничной биографией профсоюзного деятеля Клотарио Блеста у неё ушло восемь лет. За этим произведением последовали и другие, в основном романы, основанные на судьбах реальных персонажей, таких как Виолета Парра, Мигель Краснов или генерал Пиночет.
В 2016 году Моника Эчеверриа опубликовала ¡Háganme Callar!. В этом автобиографическом произведении писательница с грустью вспоминает свое привилегированное детство и проводит едкую и бескомпромиссную критику «конверсос» (conversos) — группы молодых мечтателей, которые отказались от своих революционных идей 1960-х годов, чтобы принять современный неолиберализм.

## Работы
- Echeverría, Mónica (1993). Antihistoria de un luchador: Clotario Blest 1823—1990. LOM Ediciones.
- Echeverría, Mónica (1996). Agonía de una irreverente, historic novel based on the biography of Inés Echeverría Bello, Editorial Sudamericana, Santiago.
- Echeverría, Mónica (1999). Crónicas vedadas, Sudamericana, Santiago. In 2017 was re-edited by Catalonia with the name: Crónicas vedadas: Radiografía de la élite impune (2017).
- Echeverría, Mónica (2002). El vuelo de la memoria, with Carmen Castillo, LOM, Santiago.
- Echeverría, Mónica (2005) Cara y sello de una dinastía, a novel about Agustín Edwards’ family
- Echeverría, Mónica (2008) Krassnoff, Arrastrado por su destino, testimony, Catalonia, Santiago.
- Echeverría, Mónica (2010). Yo, Violeta, biography of Violeta Parra, Plaza & Janés, Santiago.
- Echeverría, Mónica (2012) Insaciables, with Patricia Lutz; novel about Augusto Pinochet, Plaza & Janés, Santiago.
- Echeverría, Mónica (2016). ¡Háganme callar!, cronic, Ceibo Ediciones, Santiago.
- Echeverría, Mónica (2018) Agonía de una irreverente. Editorial Catalonia, Santiago.

## Фильмы
- La colonia penal, Рауль Руис, 1970.
- La luna en el espejo, Сильвио Кайоцци, 1990.
- Días de campo, Рауль Руис, 2004.